# Ahmed Chawki
Ahmed Chawki, noto anche con lo pseudonimo di Chawki (in arabo أحمد شوقي‎?, Aḥmad Shawqī; Tétouan, 31 maggio 1982), è un cantante e musicista marocchino.
È diventato famoso nel 2013 dopo la sua collaborazione con il produttore marocchino-svedese RedOne nella hit internazionale Habibi I Love You  con la partecipazione del rapper cubano-americano Pitbull. La canzone ha riscosso un grande successo estivo nelle classifiche mediorientali e ha raggiunto la notorietà in alcuni paesi d'Europa, tra cui Francia e Paesi Bassi. In occasione del Campionato mondiale di calcio 2014 è apparso nella canzone a tema Magic in the Air dei Magic System, un successo in Francia e Belgio. La traccia Habibi I Love You è stata prodotta da RedOne. Collabora con la RedOne Records, un'etichetta discografica internazionale fondata dal famoso produttore.

## Biografia
Chawki ha composto e cantato poesie fin dall'infanzia. Ha studiato alla Scuola Nazionale di Teatro e Canto a Tétouan e ha preso parte a numerosi eventi e vinto diversi premi. Si iscrive poi all'Istituto di Belle Arti di Tétouan, specializzandosi in canto classico e occidentale, mentre studia teoria musicale.
Nel 2000, Chawki vince il primo premio all'Arab Music Festival, organizzato dalla Maison du Littoral a Tetouan. In seguito forma la sua band musicale La Paloma insieme ad altri giovani musicisti, creando una fusione di suoni basata su musica araba, marocchina e flamenco. Ha partecipato per anni a numerosi festival nazionali e internazionali, con grande successo e copertura mediatica. Di conseguenza, è diventato un ospite regolare in programmi televisivi e canali radio, come 2M per il programma Nasima and Chanel One. Le sue canzoni di successo includevano Ya Lmima, La Paloma e Sinine, quest'ultima in collaborazione con la band spagnola Librejano.
Il 2009 e il 2010 videro la pubblicazione di ulteriori hit di Chawki come Inta Lya, Ya Nassini, Ghaly e La Paloma con moderato successo, nonostante la mancanza di supporto da parte delle case discografiche.

## Carriera
Chawki ha attirato l'attenzione di RedOne durante la produzione dell'operetta collettiva panaraba Bukra (in arabo بكرة significa "domani") in collaborazione con Quincy Jones. Alla fine Chawki fu incluso a fianco di un gran numero di artisti arabi nel progetto. Ahmed Chawki raggiunse il successo nel 2012, grazie alla collaborazione con RedOne. All'epoca, RedOne aveva prodotto l'ultimo album di Khaled C'est la vie e la traccia omonima C'est la vie aprendo la strada ad ulteriori collaborazioni con il Medio Oriente incluso Ahmed Chawki con Habibi I Love You, una canzone multilingue con elementi arabi e suoni di musica occidentale.
La versione principale di Habibi I Love You di Ahmed Chawki con Pitbull ebbe un grande successo durante l'estate del 2013, con una performance dal vivo durante le cerimonie di chiusura del Festival Mawazine 2013 a Rabat e primeggiando nelle classifiche in Libano, Egitto e nell'area del Golfo Persico nell'estate del 2013.
La canzone ha avuto un notevole successo in Francia nelle classifiche SNEP, la classifica ufficiale dei singoli francesi, con l'aggiunta del testo in francese (Mon Amour I Love you) con la voce della cantante franco-algerina Kenza Farah. La versione trilingue francese è stata lanciata con una performance dal vivo a Marsiglia durante la Fête de la Musique il 21 giugno 2013. È stata resa famosa in Spagna e in tutti i mercati ispanici con ulteriori testi spagnoli interpretati sia da Ahmed Chawki che dalla cantante Sophia Del Carmen e da Pitbull. La canzone è stata un successo estivo nei Paesi Bassi attraverso una versione olandese che includeva il cantante olandese Do van Hulst. La versione olandese, in realtà una versione multilingue in olandese, spagnolo, inglese e arabo fu editata da Chawki con Pitbull & Do. Fu cantata da Chawki e Do su RTL Late Night. La canzone ha anche venduto abbastanza bene nei mercati scandinavi grazie al coinvolgimento di RedOne, che aveva iniziato la sua carriera in Svezia. La canzone di Chawki è stata incisa anche in rumeno da Nek si Blondu de la Timisoara. Ahmed Chawki ha pubblicato una versione ufficiale rumena con Mandinga con l'aggiunta del testo in romeno. Chawki canta le sue parti in arabo e spagnolo.
Chawki ha pubblicato il suo secondo singolo Ana Bahwak sempre prodotto da RedOne

## Ulteriori successi
In occasione del Campionato mondiale di calcio 2014, Chawki è apparso nella canzone a tema Magic in the Air dei Magic System. La canzone ha riscosso successo in Francia e Belgio e in molte altre classifiche europee. Come nel caso di Habibi I Love You, la traccia è stata prodotta da RedOne.
Allo stesso tempo ha pubblicato il singolo Time of Our Lives sempre prodotto da RedOne e distribuito dalla RedOne Records. Sono state distribuite anche versioni in francese e arabo.

## Premi

### Africa Music Video Awards
| Anno | Opera   | Premio                       | Esito    | Note   |
| ---- | ------- | ---------------------------- | -------- | ------ |
| 2016 | Tsunami | Video africano dell'anno     | Nominato | [ 10 ] |
| 2016 | Tsunami | Miglior video nordafricano   | Nominato | [ 11 ] |
| 2016 | Tsunami | Miglior video dance africano | Nominato | [ 12 ] |

## Discografia

### Singoli
| Anno | Singoli                                                                    | Posizione massima | Posizione massima                                                             | Posizione massima | Posizione massima  | Note |
| Anno | Singoli                                                                    | FRA               | BEL (Wa)                                                                      | NED Dutch Top 40  | NED Single Top 100 | Note |
| ---- | -------------------------------------------------------------------------- | ----------------- | ----------------------------------------------------------------------------- | ----------------- | ------------------ | --- |
| 2013 | Habibi I Love You (con Pitbull) (Francia) (con Pitbull & Do) (Paesi Bassi) | 153               | dutchcharts.nl, http://www.dutchcharts.nl/showinterpret.asp?interpret=Chawki. | 2* (Tip)          | 5                  | Versioni di Habibi I Love You - Ahmed Chawki con Kenza Farah & Pitbull - Ahmed Chawki con Sophia del Carmen & Pitbull - Ahmed Chawki con Pitbull & Do - Ahmed Chawki con Mandinga & Pitbull |
| 2014 | Time of Our Lives                                                          | 15                | 13** (Ultratip)                                                               | –                 | –                  | Versioni di Time of Our Lives - Time of Our Lives (Notre Moment) (in francese) - Farhat al 'Aalam (in arabo)                                                                                |
| 2014 | It's My Life (Don't Worry) (con Dr. Alban)                                 | 187               | –                                                                             | –                 | –                  | |

*Non nella classifica principale Belgian Ultratop, ma nella sezione "bubbling under" della classifica Belgian Ultratip
**Non nella classifica principale Dutch 40, ma nella sezione "bubbling under" della classifica Dutch Tipparade
Singoli non pubblicati in classifica
- 2009: Inta liya
- 2010: Ya Nasini Ya Habibi (in arabo يا ناسيني يا حبيبي)
- 2010: Ghaly (in arabo غالي)
- 2014: Ana Bahwak (in arabo أنا بهواك)
- 2014: Come Alive (con RedOne)
- 2015: Kayna Wla Makaynach (in arabo كاينة ولا ماكيناش)
- 2016: Tsunami (in arabo تسونامي)
- 2017: Qahwa (in arabo قهوة)
- 2017: Sin Tee con Seeya (in arabo سين تي)
- 2017: Insaha con Omar (in arabo إنساها)
- 2018: Amirah (in arabo أميرة)

#### Collaborazioni
| Anno | Album                                      | Posizione massima | Posizione massima | Posizione massima | Posizione massima | Posizione massima | Certificazione | Album                                      |
| Anno | Album                                      | BEL (Vl)          | BEL (Wa)          | FRA               | GER               | SVI               | Certificazione | Album                                      |
| ---- | ------------------------------------------ | ----------------- | ----------------- | ----------------- | ----------------- | ----------------- | -------------- | ------------------------------------------ |
| 2014 | Magic in the Air (Magic System con Chawki) | 10                | 1                 | 3                 | 64                | 23                |                | Album dei Magic System Africainement vôtre |